# Megaplátanos (ort i Grekland, Grekiska fastlandet)
Megaplátanos (Megaplatanos) är en ort i Grekland.   Den ligger i prefekturen Fthiotis och regionen Grekiska fastlandet, i den centrala delen av landet, 100 km nordväst om huvudstaden Aten. Megaplátanos ligger 105 meter över havet och antalet invånare är 418.
Terrängen runt Megaplátanos är varierad. Runt Megaplátanos är det ganska glesbefolkat, med 32 invånare per kvadratkilometer. Närmaste större samhälle är Atalánti, 3,6 km söder om Megaplátanos. Trakten runt Megaplátanos består till största delen av jordbruksmark.